# Universiteit van Calgary
De Universiteit van Calgary is een staatsuniversiteit in Calgary, in de provincie Alberta in Canada. De universiteit werd opgericht in 1966, hoewel de oorsprong teruggaat naar het jaar 1905 toen het werd gesticht als de Alberta Normal School.
De universiteit telt begin 21e eeuw rond 28.000 studenten op vier campussen waarvan een in het buitenland in Doha, Qatar. Er worden rond 150 studieprogramma's aangeboden.

## Faculteiten
- Letteren (Arts), met meerdere vakken van antropologie tot vrouwenonderzoek
- Permanente educatie
- Onderwijs
- Duurzaam ontwerpen
- Graduate-studies
- Haskayne School of Business (economie)
- Kinesiologie
- Rechtsgeleerdheid
- Geneeskunde
- Verpleging
- Schulich School of Engineering (techniek)
- Wetenschappen: biologie, scheikunde, aardwetenschappen, wiskunde en statistiek, natuurkunde en psychologie

## Verbonden

### Als hoogleraar
- Israel Gohberg (1928-2009), Bessarabisch wiskundige
- Keith Johnstone (1933), Brits acteur, toneelregisseur en theaterdocent
- Aritha van Herk (1954), hoogleraar Creatief schrijven en de Canadese literatuur

### Als student
- Harry Strom (1914-1984), premier van Alberta
- Ronald Wright (1948), schrijver van reisverhalen, geschiedenisboeken en fictie
- James Gosling (1955), software-ontwikkelaar, vooral bekend van de programmeertaal Java
- Stephen Harper (1959), premier van Canada
- Naheed Nenshi (1972), burgemeester van Calgary
- Kristina Groves (1976), alroundschaatser
- Arne Dankers (1980), langebaanschaatser
- Christine Nesbitt (1985), langebaanschaatser
- Yuvraj Dhesi (1986), professioneel worstelaar
- Monique Sullivan (1989), baanwielrenster

### Eredoctoraat
- Lester Bowles Pearson (1897-1972), politicus en diplomaat
- Alfred Tarski (1901-1983), Amerikaans wiskundige en logicus
- Edward Heath (1916-2005), Brits premier
- P.K. Page (1916-2010), schrijfster en dichteres
- J.M.S. Careless (1919-2009), historicus
- Michail Gorbatsjov (1931-2022), president van de Sovjet-Unie
- Tenzin Gyatso (1935), veertiende dalai lama
- David Suzuki (1936), geneticus
- Martti Ahtisaari (1937), Fins president
- Joe Clark (1939), premier van Canada
- Roméo Dallaire (1946), senator, humanitair werker, schrijver en generaal
- Michaëlle Jean (1957), een gouverneur-generaal van Canada
- Johann Olav Koss (1968), Noors langebaanschaatser